# Leuctra malickyi
Leuctra malickyi is een steenvlieg uit de familie naaldsteenvliegen (Leuctridae). De wetenschappelijke naam van de soort is voor het eerst geldig gepubliceerd in 1976 door Braasch & Joost.